# Philippe Dollinger
Philippe Dollinger (Strasburgo, 1º dicembre 1904 – Schiltigheim, 14 settembre 1999) è stato uno storico francese, specializzato negli studi alsaziani.

## Biografia
Completati gli studi al liceo "Fustel-de-Coulanges", si laurea all'Università di Strasburgo, allievo di Marc Bloch, Charles-Edmond Perrin e di Lucien Febvre. 
Nel 1931 vince il concorso come professore associato di storia e geografia, che abilita all'insegnamento nei licei francesi. Fra il '32 e il '45 è docente a Colmar, Reims, Strasburgo e Parigi. Nei primi due anni, collabora con l'Istituto Francese di Berlino e con gli archivi della Baviera.
Nel '45 ottiene la cattedra di Storia dell'Alsazia a Strasburgo e viene nominato direttore dell'Istituto di Alti Studi Alsaziani. Due anni più tardi, discute la dissertazione di dottorato dal titolo L'évolution des classes rurales en Bavière depuis la fin de l'époque carolingienne jusqu'au milieu du treizième siècle. Il  ("L'evoluzione delle classi rurali in Baviera dalla fine del periodo carolingio alla metà del XIII secolo"). 
Nel '48 diventa responsabile della Biblioteca e dell'Archivio Municipali del capoluogo del Grande Est e del Basso Reno.
Nel 1952 pubblica con il medievista francese Robert Folz un catalogo di sintesi degli scritti premoderni di storia della Germania, ulteriore sua materia di docenza.
Lasciati gli incarichi nell'ambito della municipalità a partire dal '74, pochi mesi dopo si ritira completamente dalla vita accademica.
Muore a Schiltigheim, comune alle porte di Strasburgo, il 14 settembre 1899 all'età di 94 anni.

## Opere
- Die Hanse. (= Kröners Taschenausgabe. Vol. 371). 6., nouvelle édition entièrement revue et actualisée par Volker Henn et Nils Jörn. Kröner, Stuttgart 2012, isbn 978-3-520-37106-5.
- La Hanse (XII. – XVII. siècles) (= Collection historique.). Aubier, Paris 1988, isbn 2-7007-2216-7.
- Der bayerische Bauernstand vom 9. bis zum 13. Jahrhundert (= Publications de la Faculté des Lettres de l'Université de Strasbourg. Vol. 112). Beck, Munich 1982, isbn 3-406-08433-8.